# Cessna 402
Cessna 402 – dwusilnikowy samolot pasażerski produkcji amerykańskiej. Kabina nie jest hermetyzowana, aby uprościć konstrukcję i zmniejszyć koszty eksploatacji. Samolot znajduje zastosowanie na mało uczęszczanych trasach oraz jako taksówka powietrzna i ma dobrą reputację wśród małych przewoźników lotniczych.
Dla Cessny 401 i 402 wydano Certyfikat Typu nr A7CE.

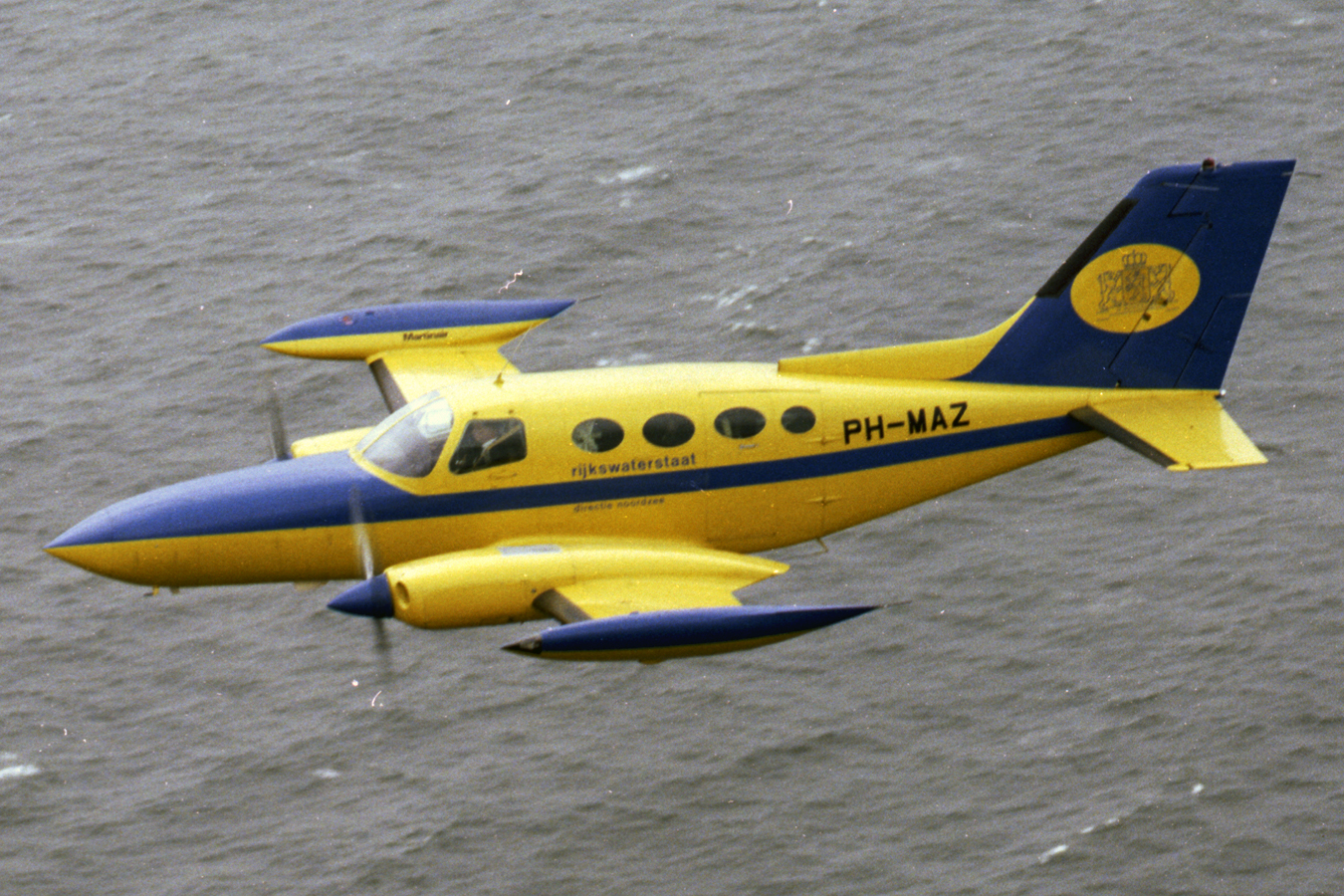
Cessna 402 w locie
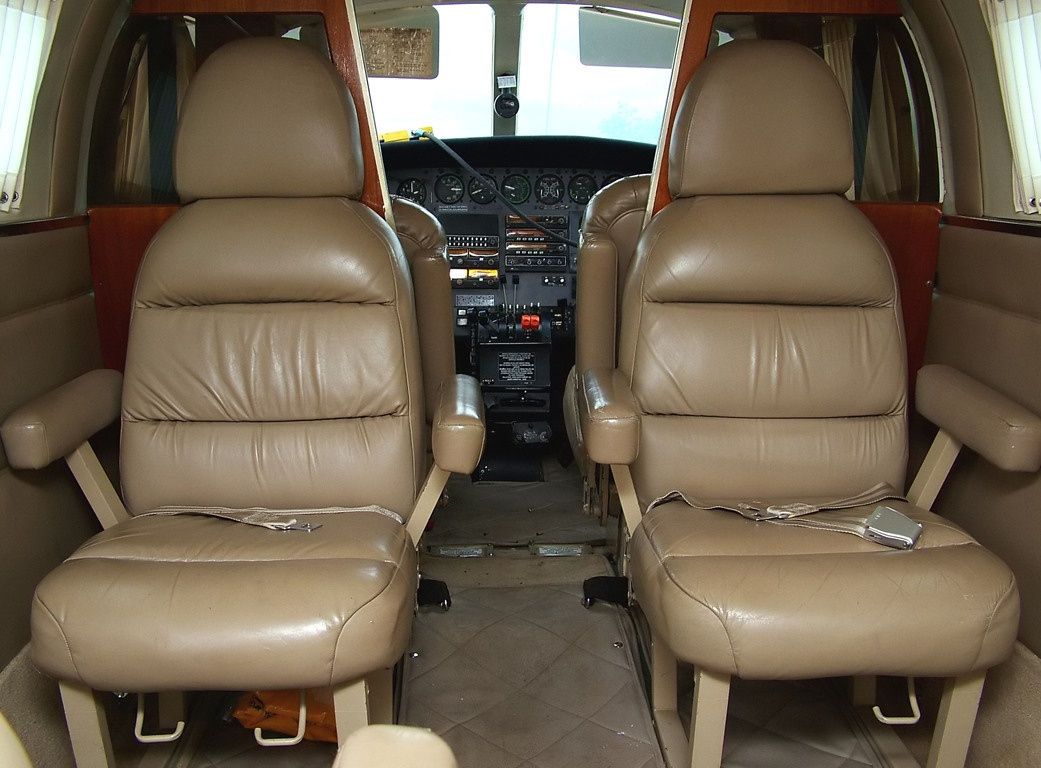
Wnętrze kabiny
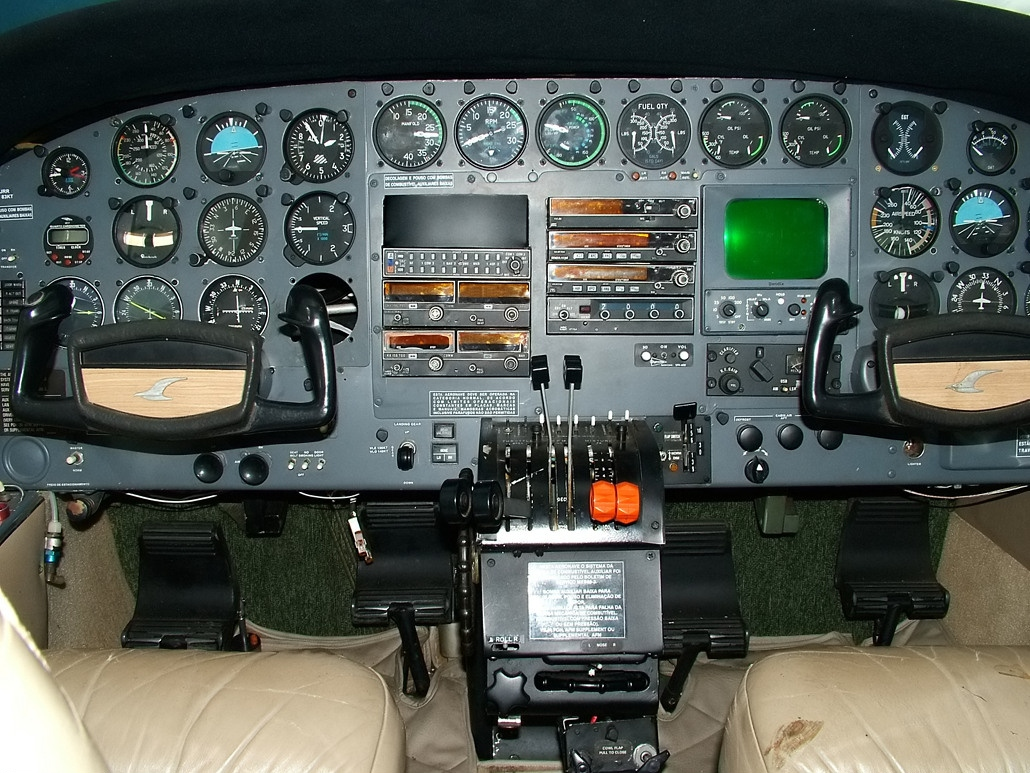
Kokpit